# Kiskede
Kiskede (románul: Chedia Mică) falu Romániában, Hargita megyében.

## Története
Siménfalva része. 1956-ig adatai a községéhez voltak számítva. A trianoni békeszerződés előtt Udvarhely vármegye Székelykeresztúri járásához tartozott.

## Népessége
2002-ben 73 lakosa volt, ebből 71 magyar és 2 román.

## Vallások
Lakói döntő többségében unitáriusok.

## Híres emberek
Itt élt és munkálkodott 35 éven keresztül Tiboldi István költő, unitárius tanító.